# Heimatland (2015)
Heimatland ist ein kollektiver Kinospielfilm der zehn Schweizer Regisseure Michael Krummenacher, Jan Gassmann, Lisa Blatter, Gregor Frei, Benny Jaberg, Carmen Jaquier, Jonas Meier, Tobias Nölle, Lionel Rupp und Mike Scheiwiller aus dem Jahr 2015. Er feierte am 10. August 2015 im Concorso Internazionale des Festival del Film Locarno Weltpremiere.
Der dystopische Film ist eine Mischung aus Katastrophenthriller und Gesellschaftsanalyse. Er wurde doppelt für den Schweizer Filmpreis nominiert und löste beim Kinostart in der Schweiz und in Deutschland positive Pressereaktionen aus.

## Handlung
Ein gewaltiger Sturm braut sich über der Schweiz zusammen. Das Land ist im Ausnahmezustand. Zehn junge Regisseure aus der West- und Deutschschweiz werfen in einem facettenreichen Film einen gemeinsamen Blick hinter das Idyll der Eidgenossenschaft.

## Auszeichnungen
- 3. Premio della Giuria dei giovani am Festival del Film Locarno[8]
- Berner Filmpreis 2015, Bester Spielfilm[9]
- Zürcher Filmpreis 2015[10]
- Max Ophüls Preis für den gesellschaftlich relevanten Film[11]

## Sonstiges
Der Film ist von Contrast Film Bern in Koproduktion mit 2:1 Film Zürich und Passanten Filmproduktion München produziert worden. Er wird weltweit von Wide House vertrieben und wurde in mehrere europäische Länder verkauft. In der Schweiz wird der Film im Verleih der Look Now! herausgebracht, in Deutschland bei Arsenal. In Frankreich hat Kanibal Films in Mazedonien Uzengija die Verleihrechte erworben.
Heimatland ist der erste Schweizer Film unter der kollektiven Leitung von 10 Regisseurinnen und Regisseuren. Über das Bild einer Sturmwolke nimmt er indirekt Bezug auf die Isolationspolitik der Schweiz. Das Projekt wurde von den beiden Co-Regisseuren Michael Krummenacher und Jan Gassmann initiiert, die die künstlerische Leitung des 10-köpfigen Kollektivs übernommen haben. Michael Krummenacher war ferner für die Gesamtdramaturgie zuständig.